# Governo sul-russo
O Governo Sul-Russo (em russo:  Южнорусское Правительство) foi um governo do Movimento Branco estabelecido pelo comandante das Forças Armadas da Rússia do Sul, Anton Denikin, em Novorossiisk, Cubã, em março de 1920, durante a Guerra Civil Russa.
Em 27 de março de 1920, Denikin foi forçado a evacuar Novorossiisk, indo para a Crimeia, controlada pelos brancos desde junho de 1919. No entanto, sua retirada foi vista como descuidada, levando o General Piotr Wrangel ao poder, onde foi eleito novo comandante em chefe do Exército Branco por um Conselho Militar. O Governo sul-russo foi dissolvido em 30 de março em Teodósia. Wrangel iria estabelecer um novo governo para a região em Sevastopol, em abril.
Esta tentativa falha de estabelecimento de um governo civil por autoridades do Exército Branco levou a um reconhecimento generalizado de que esta negligência da administração civil pelo Comando Geral das Forças Armadas do Sul da Rússia custou o apoio dos civis pró-brancos.